# Ga Khu Bon MRT

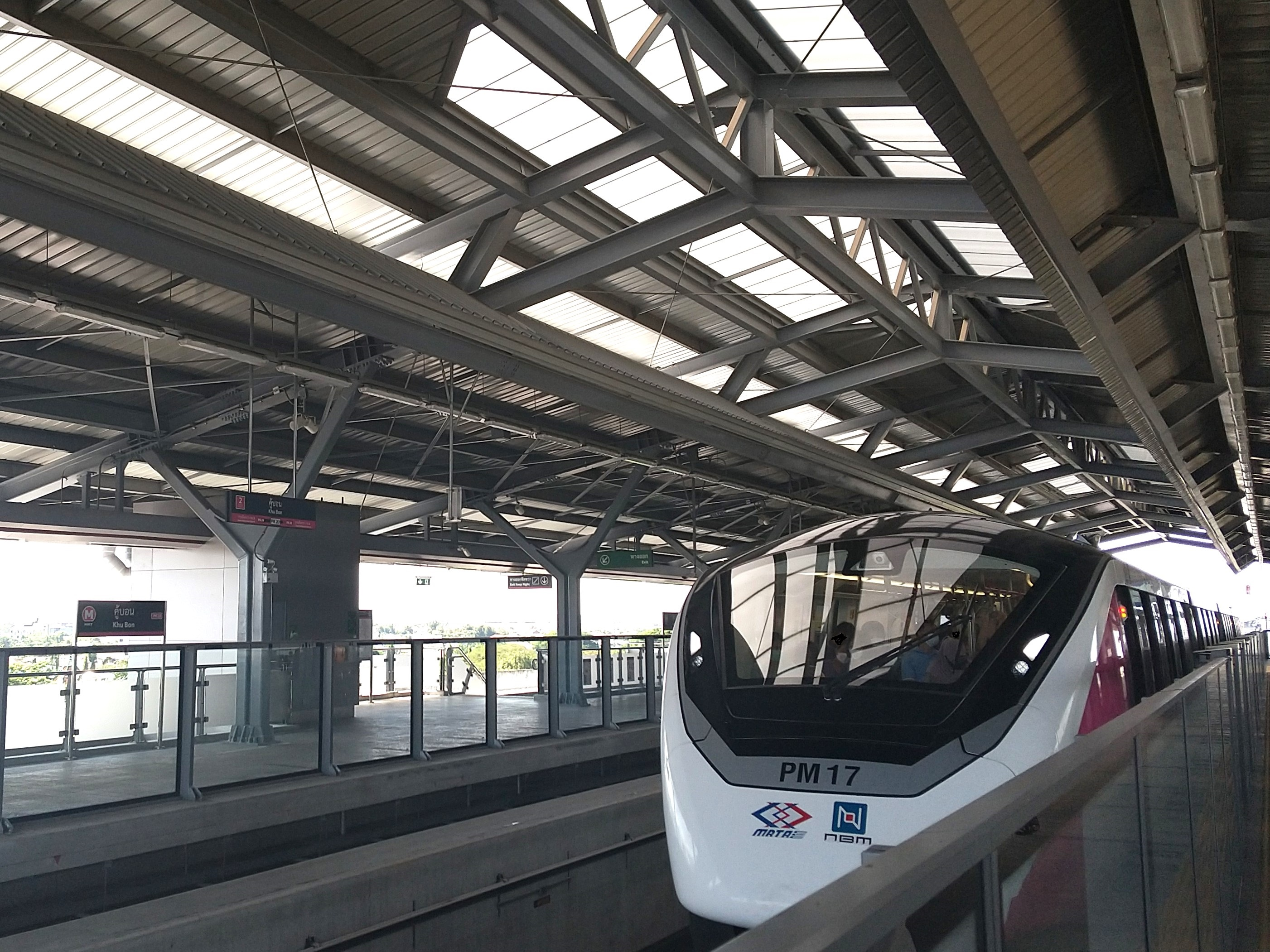
Ke ga

Ga Khu Bon (tiếng Thái: สถานีคู้บอน) là một ga Bangkok MRT trên Tuyến Hồng. Nhà ga nằm trên Đường Ram Inthra, gần Soi Ram Inthra 46 tại Khan Na Yao, Bangkok. Nhà ga có bốn lối thoát. Nhà ga mở cửa ngày 21 tháng 11 năm 2023 như một phần chạy thử nghiệm trên toàn tuyến Hồng.